# Manomera blatchleyi
Manomera blatchleyi is een insect uit de orde Phasmatodea en de  familie Diapheromeridae. 